# اتین-ژول ماره

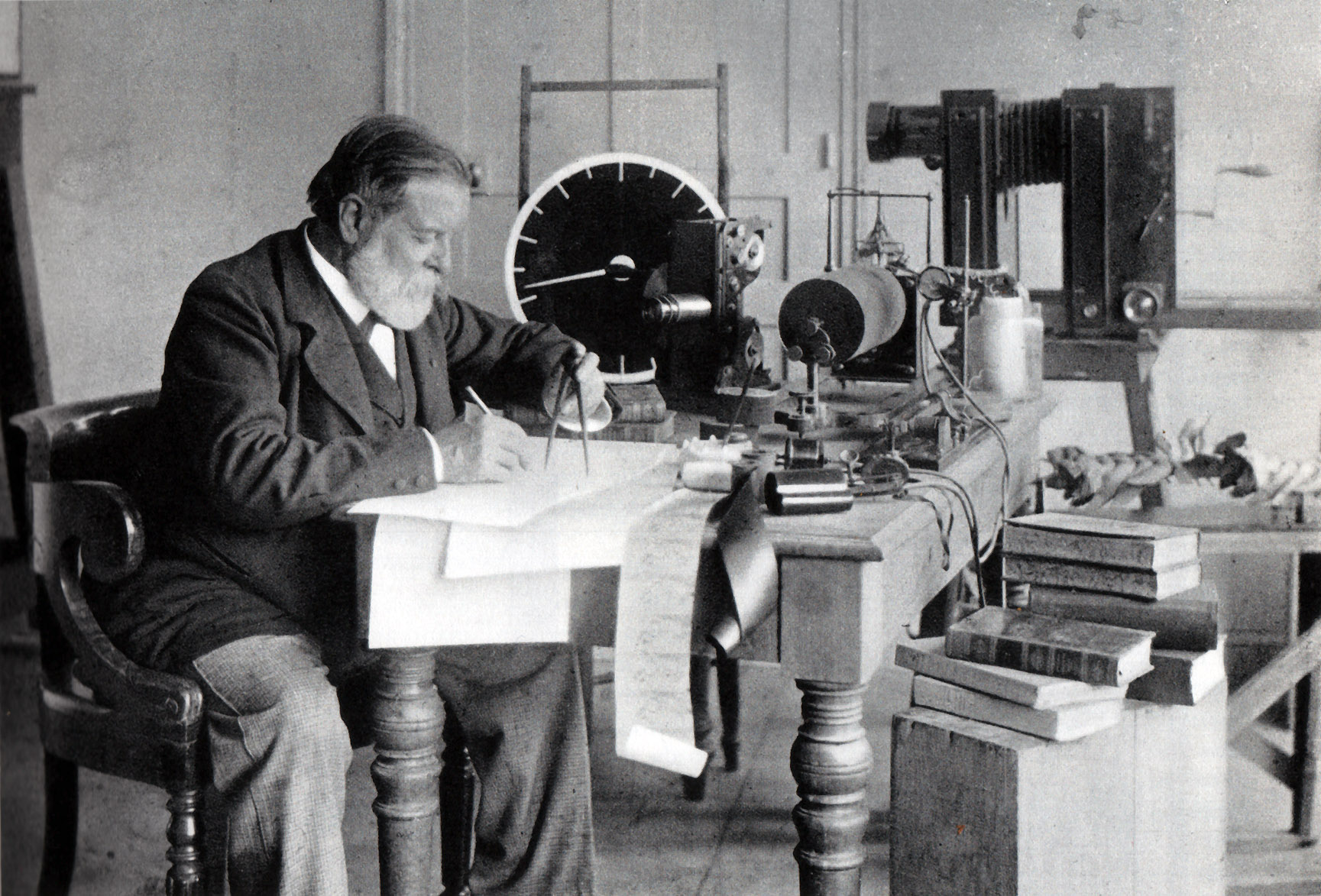
ماره در میان اختراعات خود (فشارسنج، ابزار ضبط صدا، مدل پرواز پرندگان، پروژکتور، دوربین)

اتیِن-ژول ماره (فرانسوی: Étienne-Jules Marey‎؛ ‏ فرانسوی: [maʁɛ]؛ ‏ ۵ مارس ۱۸۳۰ – ۱۵ مهٔ ۱۹۰۴) یک دانشمند، عکاس، فیزیولوژیست، فیلم‌بردار و از پیشگامان عکاسی پیاپی (Chronophotography) اهل فرانسه بود.
کارهایی که او انجام داد تأثیر شگرفی در رشد و توسعهٔ پزشکی قلب، فیلم‌برداری هوایی و علمِ عکاسیِ آزمایشگاهی داشت. او را یکی از پیشگامان عکاسی و همچنین از چهره‌های شاخص و تأثیرگذار تاریخ سینما می‌دانند. او همچنین یکی از پیشگامان ارائه تکنیک‌های گرافیکی گوناگون بود که توسط آنها می‌توان داده‌های کمیِ به‌دست آمده از اندازه‌گیری‌های فیزیولوژیک را به‌تصویر و نمایش درآورد.
وی همچنین برندهٔ جوایزی همچون لژیون دونور شده‌است.

## زندگی‌نامه
ماره با مطالعه گردش خون در بدن انسان شروع کرد. سپس به تجزیه و تحلیل ضربان قلب، تنفس، عضلات (میوگرافی) و حرکت بدن پرداخت. او برای کمک به مطالعات خود ابزارهای زیادی برای اندازه‌گیری‌های دقیق ساخت. به عنوان مثال، در سال ۱۸۵۹، با همکاری فیزیولوژیست آگوست شوو و سازنده ساعت بریژیت، یک اسفیگموگراف پوشیدنی برای اندازه‌گیری نبض طراحی کرد. این فشارسنج پیشرفتی در طراحی قبلی و دست و پاگیرتر فیزیولوژیست آلمانی کارل فون ویروردت بود. در سال ۱۸۶۹ ماره یک حشره مصنوعی بسیار ظریف ساخت تا نشان دهد که چگونه یک حشره پرواز می‌کند و شکل ۸ را که در طول حرکت بال‌هایش ایجاد می‌کند را نشان دهد. او یک ورقه طلا را به بال حشره چسباند و نوری را به آن تابید تا تکان خوردن بال را بررسی کند. او همچنین از یک الیاف شیشه‌ای پوشیده از دوده استفاده کرد که در طول مسیر بال حشره قرار گرفته تا با بررسی سمتی که دوده و سیاهی آن پاک شده است، تعیین کند که آیا در با قسمت بالایی بال تلاقی دارد یا با قسمت پایینی. سپس او مجذوب حرکات در آسمان شد و شروع به مطالعه حیوانات پرنده بزرگتر مانند پرندگان کرد. او در دهه  ۱۸۸۰عکاسی متحرک را در حوزه جداگانه‌ای از عکاسی کرونوفوتوگرافی به کار گرفت و توسعه داد.

## تفنگ کرونوفتوگرافی ماره

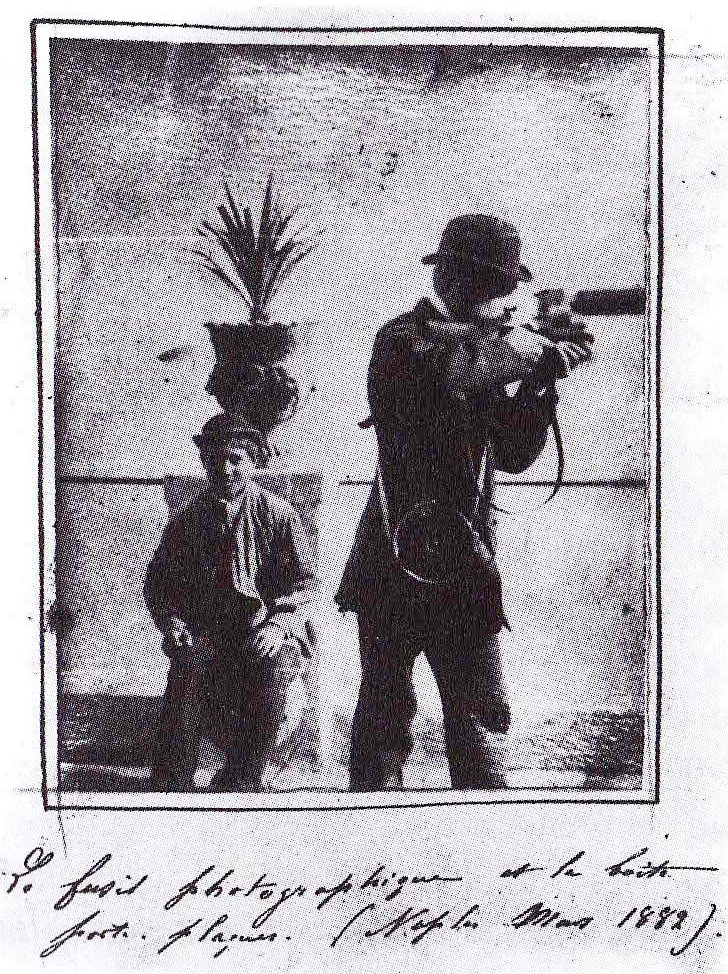
اتین ژول ماره در ناپولی. در یادداشت‌های دستی تاریخ قابل خواندن است: "مارس ۱۸۸۲"